# Tomas Venclova
Tomas Venclova (Klaipėda, 11 settembre 1937) è un poeta, scrittore, filologo e traduttore lituano.

## Biografia
Tomas Venclova nacque a Klaipėda nel 1937. Suo padre Antanas era un poeta e un politico sovietico. 
Frequentò l'Università di Vilnius. Fu uno dei cinque fondatori del gruppo di Helsinki lituano, e partecipò a movimenti di dissidenti lituani e russi. Strinse amicizia con i poeti Anna Achmatova e Boris Pasternak, e anche con Natal'ja Gorbanevskaja e Iosif Brodskij. A Vilnius tradusse in lituano Baudelaire, T. S. Eliot, Wystan Hugh Auden, Robert Frost, Osip Mandel'štam, Anna Achmatova, Boris Pasternak e altri autori. In Lituania fu proibita la pubblicazione delle sue opere, che uscirono in samizdat, sebbene nel 1972 abbia potuto pubblicare il volume Kalbos ženklas: eilėraščiai ("Segno di lingua: versi"). Nel 1977, come conseguenza della sua attività di dissidente, fu costretto all'esilio e fu privato della cittadinanza sovietica. Dal 1980 insegnò letterature russa e polacca all'Università di Yale. Considerato una delle figure preminenti della letteratura mondiale, ha ricevuto molti riconoscimenti, fra cui il Premio delle Due Nazioni (insieme con Czesław Miłosz).
Fu invitato da Czesław Miłosz a insegnare all'Università della California - Berkeley. Non ha fatto ritorno in Lituania fino alla sua indipendenza nel 1991. 
Ha pubblicato oltre venti libri fra opere di poesia, critica letteraria, politica, biografie letterarie, traduzioni e monografie su Vilnius. Le sue opere sono state tradotte in molte lingue, e tra i suoi traduttori si annoverano Czesław Miłosz per il polacco e Iosif Brodskij per il russo. Prende parte attiva alla vita culturale lituana, di cui è una delle figure più autorevoli.
Vive a New Haven in Connecticut, dopo aver trascorso alcuni periodi a Vilnius e a Cracovia.

## Principali riconoscimenti
- 1990: Premio letterario internazionale di Vilenica (Slovenia)
- 2000: Premio nazionale lituano
- 2001: Premio Borderland (Polonia)
- 2002: Premio delle Due Nazioni (insieme con Czesław Miłosz)
- 2005: Premio Nuova Cultura della Nuova Europa
- 2005: Premio Jotvingiai (Lituania)
- 2007: Membro dell'Accademia polacca delle arti e della scienza
- 2008: Stella baltica (Russia)
- 2011: Premio internazionale di poesia Qinhai (Cina)
- 2012: Uomo della Tolleranza dell'anno, Fondazione Sugihara-Diplomatici per la vita
- 2012: Stella della diplomazia lituana conferita dal Ministero degli esteri lituano per i suoi contributi in favore dei diritti umani in Lituania
- 2012: Premio culturale lituano
- 2013: Cittadinanza onoraria di Vilnius
- 2014: Premio Petrarca (Germania)
- 2017: HOMER, Medaglia europea di poesia e arte, Tbilisi
- 2017: dottore honoris causa dell'Università di Vilnius
- 2017: dottore honoris causa dell'Università di Tbilisi
- 2018: dottore honoris causa dell'Università di Gottinga

## Opere principali

### In lituano
- Raketos, planetos ir mes, Vilnius, Valstybinė grožinės literatūros leidykla, 1962.
- Golemas, arba dirbtinis žmogus: pokalbiai apie kibernetiką, Vilnius, 1965.
- Kalbos ženklas: eilėraščiai ("Segno di lingua: versi"), Vilnius, Vaga, 1972.
- 98 eilėraščiai ("98 versi"), Chicago, Algimanto Mackaus knygų leidimo fondas, 1977.
- Lietuva pasaulyje: publicistika ("La Lituania nel mondo"), Chicago, Akademinės skautijos leidykla, 1981.
- Tekstai apie tekstus ("Testi su testi"), Chicago, Algimanto Mackaus knygų leidimo fondas, 1985.
- Tankėjanti šviesa: eilėraščiai ("Luce che s'addensa"), Chicago, Algimanto Mackaus knygų leidimo fondas, AM&M Publications, 1990.
- Vilties formos: eseistika ir publicistika, Vilnius, Lietuvos rašytojų sąjungos leidykla, 1991.
- Pašnekesys žiemą: eilėraščiai ir vertimai ("Colloquio d'inverno. Versi, traduzioni"), Vilnius, Vaga, 1991.
- Reginys iš alėjos: eilėraščiai, Vilnius, Baltos lankos, 1998.
- Rinktinė, Vilnius, Baltos lankos, 1999.
- Manau, kad… Pokalbiai su Tomu Venclova, Vilnius, Baltos lankos, 2000.
- Vilnius: Vadovas po miestą, Vilnius, R. Paknio leidykla, 2001.
- Ligi Lietuvos 10 000 kilometrų ("Fino alla Lituania 10.000 chilometri"), Vilnius, Baltos lankos, 2003.
- Sankirta: Eilėraščiai, Vilnius, Lietuvos rašytojų sąjungos leidykla, 2005.
- Vilniaus vardai ("I nomi di Vilnius"), Vilnius, R. Paknio leidykla, 2006.
- Kitaip: poezijos vertimų rinktinė, Vilnius, Lietuvos rašytojų sąjungos leidykla, 2006.
- Vilnius: asmeninė istorija, Vilnius, R. Paknio leidykla, 2011.
- Visi eilėraščiai: 1956-2010, Vilnius, Lietuvių literatūros ir tautosakos institutas, 2010.

### In russo
- Неустойчивое равновесие: восемь русских поэтических текстов, New Haven, YCIAS, 1986.
- Собеседники на пиру. Статьи о русской литературе, Vilnius, Baltos lankos, 1997.
- Статьи о Бродском, Москва, Baltrus, Новое издательство, 2005.
- Собеседники на пиру. Литературные эссе, Москва, НЛО, 2012.

### In inglese
- Aleksander Wat: Life and Art of an Iconoclast, New Haven-London, Yale University Press, 1996
- Magnetic North: Conversations with Tomas Venclova, Rochester, N. Y., University of Rochester Press, 2017.

### Traduzioni italiane
- Cinquantuno poesie e una lettera, Bologna, In forma di parole, 2003